# Pont de Molins (kommunhuvudort)
Pont de Molins är en kommunhuvudort i Spanien.   Den ligger i provinsen Província de Girona och regionen Katalonien, i den östra delen av landet, 600 km öster om huvudstaden Madrid. Pont de Molins ligger 45 meter över havet och antalet invånare är 443.
Terrängen runt Pont de Molins är huvudsakligen platt, men västerut är den kuperad.Runt Pont de Molins är det ganska tätbefolkat, med 179 invånare per kvadratkilometer. Närmaste större samhälle är Figueres, 5,9 km söder om Pont de Molins. Trakten runt Pont de Molins består till största delen av jordbruksmark.